# Bob Barr
Robert Laurence Barr Jr. (Iowa City, 5 de noviembre de 1948) es un abogado y político estadounidense.

## Carrera
Fue fiscal federal y miembro de la Cámara de Representantes de los Estados Unidos, y representó al séptimo distrito electoral de Georgia como republicano de 1995 a 2003. Alcanzó notoriedad nacional como uno de los líderes de la destitución del Presidente Bill Clinton. Durante su estancia en la Cámara de Representantes, fue autor de la Ley de Defensa del Matrimonio, que posteriormente fue anulada por el Tribunal Supremo en 2013 y derogada por el 117º Congreso.
Barr se afilió al Partido Libertario en 2006, y formó parte de su Comité Nacional. Fue el candidato del Partido Libertario a la Presidencia de Estados Unidos en las elecciones de 2008. Anunció su regreso al Partido Republicano en diciembre de 2011, y perdió una candidatura posterior en 2014 para un escaño en el Congreso.